# 佐々木清野
佐々木清野（ささき きよの、1906年5月27日 - 没年不明）は、昭和時代の日本の映画女優。群馬県藤岡市出身。
声優の野沢雅子は姪。女優引退後、佐々木は子役時代の野沢のマネージャーをしていたとされる。

## 略歴
- 1924年、松竹蒲田撮影所入社
- 1927年、準幹部に昇格
- 1928年、松竹蒲田撮影所退社
- 1931年、キヨノ教育映画社設立
- 1939年、新興キネマ撮影所入社

## 主な出演映画
- 愛の力は雪でも溶す
- 夢の浮橋(1926)
- ヴェニスの船唄(1926)
- 夢の小判娘白浪
- チンピラ探偵
- 新婚時代
- 裸女
- 狼の血(1926)
- お照とお雪
- 深窓の美女
- 楽天家の孤児
- すね者
- 白虎隊(1927)
- 処女の死
- 毒唇
- 先生と其娘
- 月は無情
- 子に泣く
- 亭主操縦
- 呑気者
- 岡惚れ御無用
- 恋愛二人行脚
- 昭和の女
- 里吹く風
- 田舎の伊達男
- 恋の選手
- 虎徹の斬れ味
- 軍歌　戦友
- 夕空晴れて
- 久遠の母性
- 故郷の歌